# 拉濟湖
44°49′36″N 28°59′05″E / 44.82667°N 28.98472°E

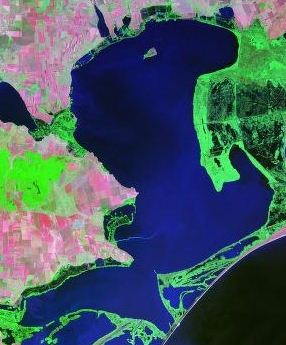
拉濟湖衛星圖

拉濟湖（羅馬尼亞語：Limanul Razim）是羅馬尼亞的湖泊，位於多瑙河三角洲南部多布羅加地區，處於海拔水平面，面積415平方公里，最大水深3米，該地區每年平均降雨量400至450毫米。